# Tân Phú, Đức Hòa
Tân Phú là một xã thuộc huyện Đức Hòa, tỉnh Long An, Việt Nam.

## Địa lý
Xã Tân Phú nằm ở phía tây huyện Đức Hòa, có vị trí địa lý:
- Phía đông giáp thị trấn Hậu Nghĩa
- Phía tây giáp thị trấn Hiệp Hòa và huyện Đức Huệ
- Phía nam xã Hòa Khánh Tây
- Phía bắc giáp các xã Hiệp Hòa và Tân Mỹ.

Xã có diện tích 27,45 km², dân số năm 1999 là 8.342 người, mật độ dân số đạt 304 người/km².

## Hành chính
Xã được chia thành 7 ấp: Chánh, Bàu Trai Hạ, Bàu Trai Thượng, Tân Quy Thượng, Tân Quy Hạ, Gò Sao, Bình Thủy.